# Station Bobolice Wąskotorowe
Station Bobolice Wąskotorowe was een spoorwegstation in de Poolse plaats Bobolice aan de smalspoorlijn naar Koszalin.